# Гордеев, Валерий Александрович
Валерий Александрович Гордеев — советский футболист, нападающий.
Первый клуб — «Химик» (Березники). Первый гол забил в матче на Кубок СССР 22 июля 1958 в ворота СКВО Свердловск (2:6).
В 1959 выступал в высшей лиге за «Крыльев Советов».
Позже выступал за «Волгу» (Калинин) и «Нефтянник» (Тюмень).